# احمد الصالح (بازیکن فوتبال)
احمد الصالح (عربی: أحمد الصالح؛ زادهٔ ۲۰ مهٔ ۱۹۹۰) بازیکن فوتبال اهل سوریه است.
از باشگاه‌هایی که در آن بازی کرده‌است می‌توان به الشرطه، الجیش سوریه، باشگاه فوتبال الشرطه دمشق و باشگاه ورزشی العربی کویت اشاره کرد.
وی همچنین در تیم‌های ملی فوتبال زیر ۱۷ سال سوریه، زیر ۲۰ سال سوریه، زیر ۲۳ سال سوریه و بزرگسالان سوریه بازی کرده است.
فدراسیون فوتبال سوریه احمد الصالح را به دلیل پرتاب آب دهان به روی یک داور و حمله به او هنگام اخراج در لیگ این کشور مادام العمر از فوتبال محروم کرد.

## زندگی شخصی
خوانندۀ سوری شهد برمدا در نوامبر ۲۰۲۱ نامزدی خود را با احمد الصالح، اعلام کرد.  پس از نزدیک به سه ماه از ازدواج، عروسی خود را در ۷ فوریه ۲۰۲۲ جشن گرفتند که در یکی از هتل‌های بزرگ سوریه و با حضور تعداد زیادی از دوستان و اقوام آنها برگزار شد.مراسم عروسی توسط ناصیف زیتون خواننده اجرا شد که آهنگ‌های عاشقانه خود به این زوج تقدیم کرد. عبود برمدا هنرمند نیز در کنار خواهرش جشن گرفت. شهد برمدا نیز به خواندن در عروسی خود پرداخت. شهد و احمد یک دختر دارند.